# 나가오카역
나가오카역(일본어: 長岡駅)은 일본 니가타현 나가오카시에 있는 동일본 여객철도의 역이다. 조에쓰 신칸센과, 재래선인 신에쓰 본선과의 접속역이며, 미야우치역부터 분기하고 있는 조에쓰선이 이 역을 기·종점으로 두고 있다.

## 역 구조

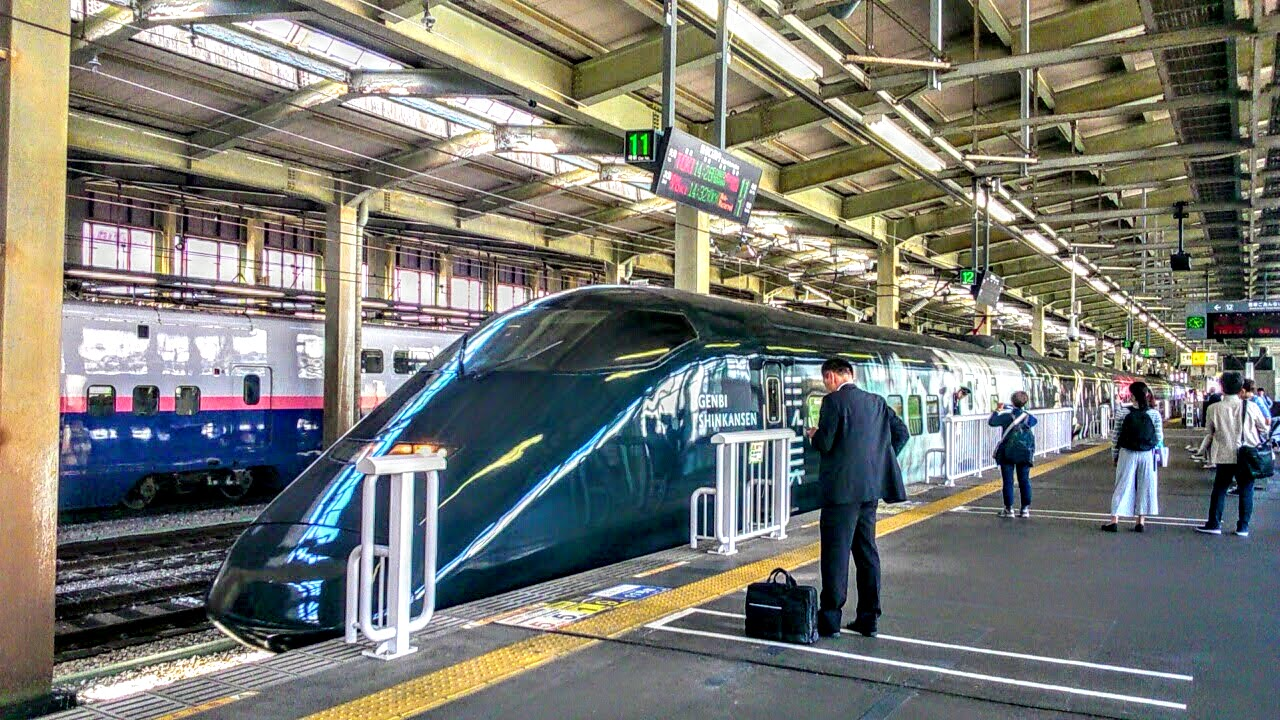

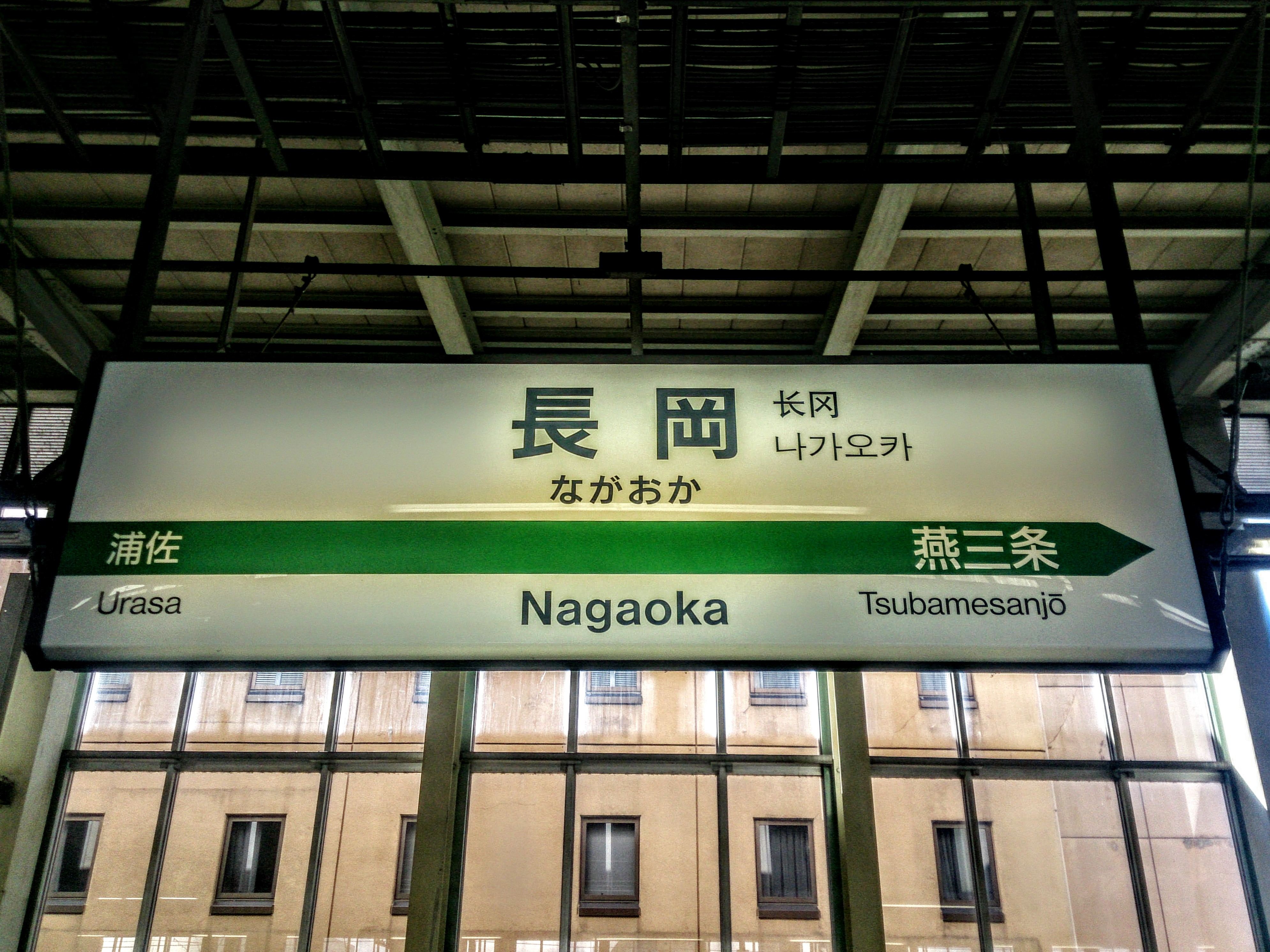

재래선 승강장과 신칸센 승강장이 나뉘어 있다. 재래선 승강장은 단식 1면 1선, 섬식 2면 4선이 있으며, 이 중 단식 승강장은 현재 쓰고 있지 않다. 한편 신칸센 승강장은 가운데 2개의 통과선 양옆으로 상대식 승강장이 갖추어진 구조이다.

### 승강장
| 재래선 승강장 |                         |                         |                                                           |
| 1             | 여객 취급 없음 (미사용) | 여객 취급 없음 (미사용) | 여객 취급 없음 (미사용)                                   |
| 2             | ■ 신에쓰 본선           | （하행）                | 히가시신조 ・ 니이쓰 ・ 니가타 방면                       |
| 3・4・5       | ■ 신에쓰 본선           | （하행）                | 히가시신조 ・ 니이쓰 ・ 니가타 방면                       |
| 3・4・5       | ■ 신에쓰 본선           | （상행）                | 라이코지 ・ 가시와자키 ・ 나오에쓰 방면                   |
| 3・4・5       | ■ 조에쓰선              |                         | 에치고카와구치 ・ 고이데 ・ 에치고유자와 ・ 미나카미 방면 |
| 신칸센 승강장 |                         |                         |                                                           |
| 11            | ■ 조에쓰 신칸센         | （상행）                | 쓰바메산조 ・ 니가타 방면                                 |
| 12            | ■ 조에쓰 신칸센         | （상행）                | 에치고유자와 ・ 다카사키 ・ 오미야 ・ 도쿄 방면           |

## 이용 현황
| 승차인원추이 | 승차인원추이  |
| 연도         | 1일 평균 인수 |
| ------------ | ------------- |
| 2000         | 11,321        |
| 2001         | 11,604        |
| 2002         | 11,499        |
| 2003         | 11,544        |
| 2004         | 10,877        |
| 2005         | 11,318        |
| 2006         | 11,308        |
| 2007         | 11,180        |
| 2008         | 11,318        |
| 2009         | 10,954        |
| 2010         | 10,854        |

## 역 주변
- 간에쓰 자동차도 나가오카 나들목
- 아오ー레 나가오카・나가오카 시청
- 나가오카 그랜드 호텔
- 리버 사이드 선집
- 이온 나가오카 점
- 나가오카 적십자 병원
- 국도 제351호선
- 국도 제352호선
- 오테 대교
- (E*PLAZA) (에치고 교통 빌딩)
  - 에치고 교통 본사 (3층）
- 나가오카 DN 빌딩
  - FM 나가오카

## 역사
- 1898년 6월 16일 - 호쿠에쓰 철도선의 역으로 개업했다.
- 1907년 8월 1일 - 국유화에 따라 일본국유철도의 소속이 되었다.
- 1982년 11월 15일 - 조에쓰 신칸센의 정차역이 되었다.
- 1987년 4월 1일 - 민영화에 따라 동일본 여객철도의 소속이 되었다.
- 2008년 3월 15일 - 스이카의 사용이 가능해졌다.

## 인접역
| 동일본 여객철도 ■ 조에쓰 신칸센 | 동일본 여객철도 ■ 조에쓰 신칸센   | 동일본 여객철도 ■ 조에쓰 신칸센 |
| ------------------------------- | --------------------------------- | ------------------------------- |
| 우라사 도쿄 방면                | 조에쓰 신칸센                     | 쓰바메산조 니가타 방면          |
| 동일본 여객철도 ■ 신에쓰 본선   |                                   |                                 |
| 미야우치 다가사키 방면          | □ 쾌속 '구비키노'                 | 미쓰케 니가타 방면              |
| 시·종착역                       | □ 쾌속 '라쿠라쿠 트레인 나가오카' | 미쓰케 니가타 방면              |
| 미야우치 다카사키 역            | ■ 보통                            | 기타나가오카 니가타 방면        |
| 동일본 여객철도 ■ 조에쓰선      |                                   |                                 |
| 미야우치 다가사키 방면          | ■ 조에쓰선                        | 시·종착역                       |